# Triple saut masculin aux championnats du monde d'athlétisme en salle 1989
Navigation
1987 1991
Le concours du triple saut masculin des championnats du monde en salle de 1989 s'est déroulé les 3 et 4 mars 1989 au Budapest Sportcsarnok de Budapest, en Hongrie. Il est remporté par l'Américain Mike Conley.

## Résultats

### Finale
| Rang               | Athlète              | Pays             | Essais | Essais | Essais | Essais | Essais | Essais | Marque | Notes |
| Rang               | Athlète              | Pays             | 1      | 2      | 3      | 4      | 5      | 6      | Marque | Notes |
| ------------------ | -------------------- | ---------------- | ------ | ------ | ------ | ------ | ------ | ------ | ------ | ----- |
| Médaille d'or      | Mike Conley          | États-Unis       | 16.83  | 17.20  | 17.22  | 17.49  | 17.65  | 17.51  | 17.65  | CR    |
| Médaille d'argent  | Jorge Reyna          | Cuba             | 16.96  | 17.02  | 17.41  | 17.19  | 16.76  | x      | 17.41  | NR    |
| Médaille de bronze | Juan Miguel López    | Cuba             | 17.12  | x      | 17.10  | 17.28  | 16.57  | x      | 17.28  | PB    |
| 4                  | Volodymyr Inozemtsev | Union soviétique |        |        |        |        |        |        | 17.17  |       |
| 5                  | Milan Mikuláš        | Tchécoslovaquie  |        |        |        |        |        |        | 16.84  |       |
| 6                  | Serge Hélan          | France           |        |        |        |        |        |        | 16.62  |       |
| 7                  | Andrzej Grabarczyk   | Pologne          |        |        |        |        |        |        | 16.56  |       |
| 8                  | John Herbert         | Grande-Bretagne  |        |        |        |        |        |        | 16.55  |       |
| 9                  | Charles Simpkins     | États-Unis       |        |        |        |        |        |        | 16.26  |       |
| 10                 | Toussaint Rabenala   | Madagascar       |        |        |        |        |        |        | 16.06  |       |
| 11                 | Alfred Stummer       | Autriche         |        |        |        |        |        |        | 15.93  |       |
|                    | Nikolay Musiyenko    | Union soviétique |        |        |        |        |        |        | NM     |       |

## Légende
Records et Performances
- AR : Record continental (area record)
- CR : Record des championnats (championship record)
- MR : Record du meeting (meet record)
- NR : Record national (national record)
- OR : Record olympique (olympic record)
- PR : Record paralympique (paralympic record)
- PB : Record personnel (personal best)
- SB : Meilleure performance personnelle de la saison (season's best)
- WL : Meilleure performance mondiale de l'année (world leader)
- WJR : Record du monde junior (world junior record)
- WR : Record du monde (world record)

Circonstances et Conditions
- DNF : N'a pas terminé (did not finish)
- DNS : N'a pas pris le départ (did not start)
- DQ : Disqualification (disqualification)
- NM : Aucun essai valable enregistré (No Mark)
- Q : Qualifié « directement » au prochain tour (ou à la prochaine compétition), lors d'une compétition majeure, grâce au classement ou à la réalisation des minima (automatic qualifier)
- q : Qualifié au prochain tour (ou à la prochaine compétition), lors d'une compétition majeure, grâce au repêchage ou à la réalisation de l'une des meilleures performances parmi celles des « non qualifiés directement » (grâce au meilleur temps ou à la meilleure distance par exemple) (secondary qualifier)